# Госпел
Госпел (енг. јеванђеље) је стил религиозне музике која је настала у црначким црквама у САД тридесетих година 20. века. Међу најбоље извођаче убраја се Махалија Џексон. Овај појам примењује се и на религиозну музику коју су изводили белци са југа САД.